# Annàs
Annàs, fill de Seth, fou un summe sacerdot jueu des de l'any 6 fins a l'any 15 i posteriorment un influent líder.
Fou nomenat Summe Sacerdot pel llegat romà Quirí l'any 6, immediatament després que els romans destituïssin Arquelau de Judea, etnarca de Judea, posant així el territori directament sota el domini de Roma com a part de la Judea romana. Annàs ocupà el càrrec durant deu anys, fins que el procurador Grat el destituí l'any 15.
Després d'això, diversos membres de la família d'Annàs li van succeir com a Summe Sacerdot:
- Eleazar ben Ananus (16–17)
- Josep Caifàs (18–36), casat amb la filla d'Annàs
- Jonathan ben Ananus (36–37 i 44)
- Teòfil, fill d'Annàs (37–41)[1]
- Matthias ben Ananus (43)
- Ananus ben Ananus (63)

Juntament amb el seu gendre, dirigí la conxorxa contra Jesucrist i la posterior persecució dels seus seguidors.